# Polypodiopteris proavita
Polypodiopteris proavita är en stensöteväxtart som först beskrevs av Edwin Bingham Copeland, och fick sitt nu gällande namn av Reed. Polypodiopteris proavita ingår i släktet Polypodiopteris och familjen Polypodiaceae. Inga underarter finns listade.